# ضريح حسين جافيد
ضريح حسين جافيد (بالأذرية: Hüseyn Cavid məqbərəsi)‏ ضريح أقيم على قبر الشاعر والكاتب المسرحي الأذري حسين جافيد في نخجوان، أذربيجان.

## اقرأ أيضا
- حسين جافيد